# Cattleya wallisii
Cattleya wallisii là một loài thực vật có hoa trong họ Lan. Loài này được (Linden) Linden ex Rchb.f. mô tả khoa học đầu tiên năm 1882.

## Hình ảnh

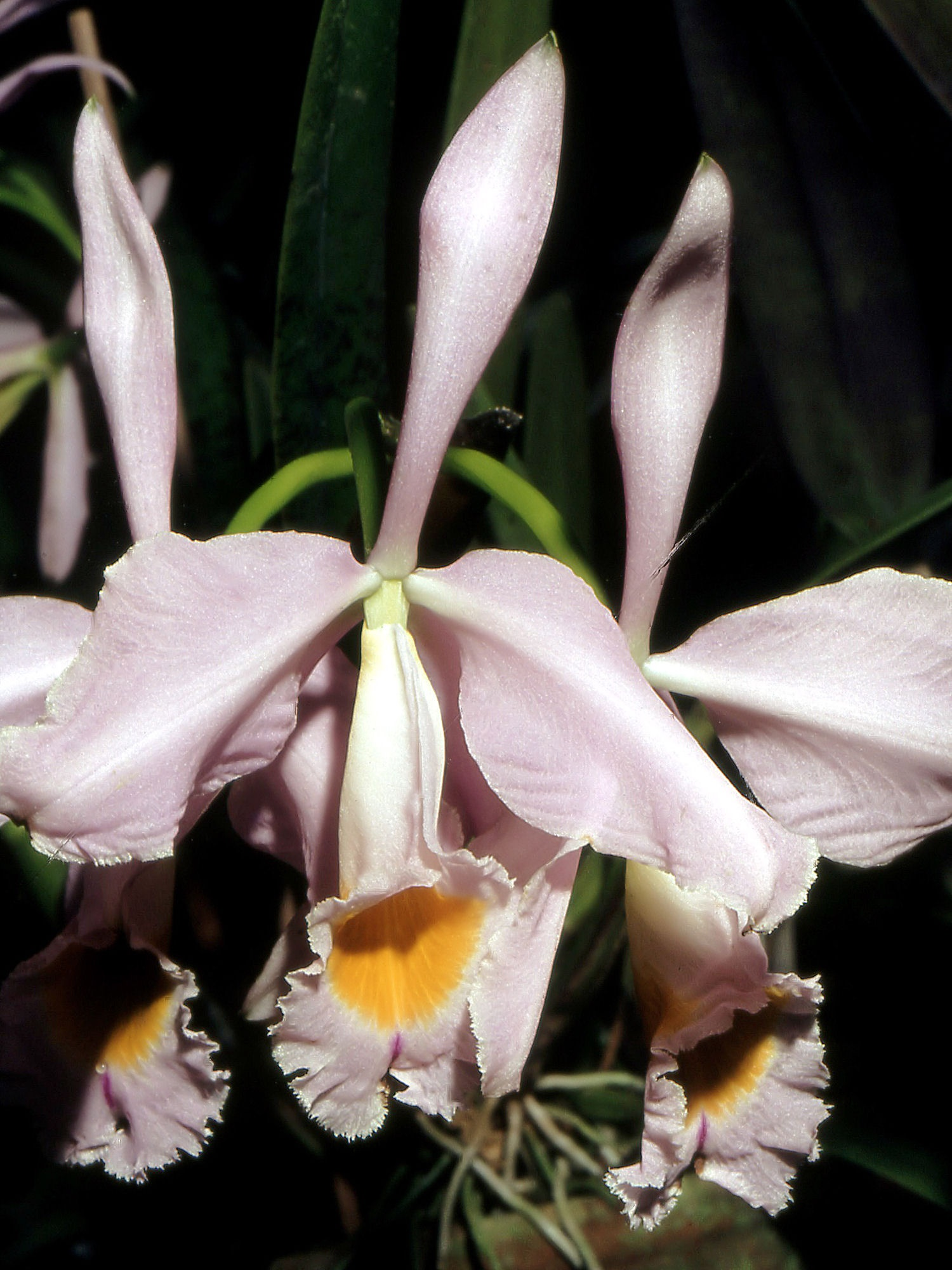
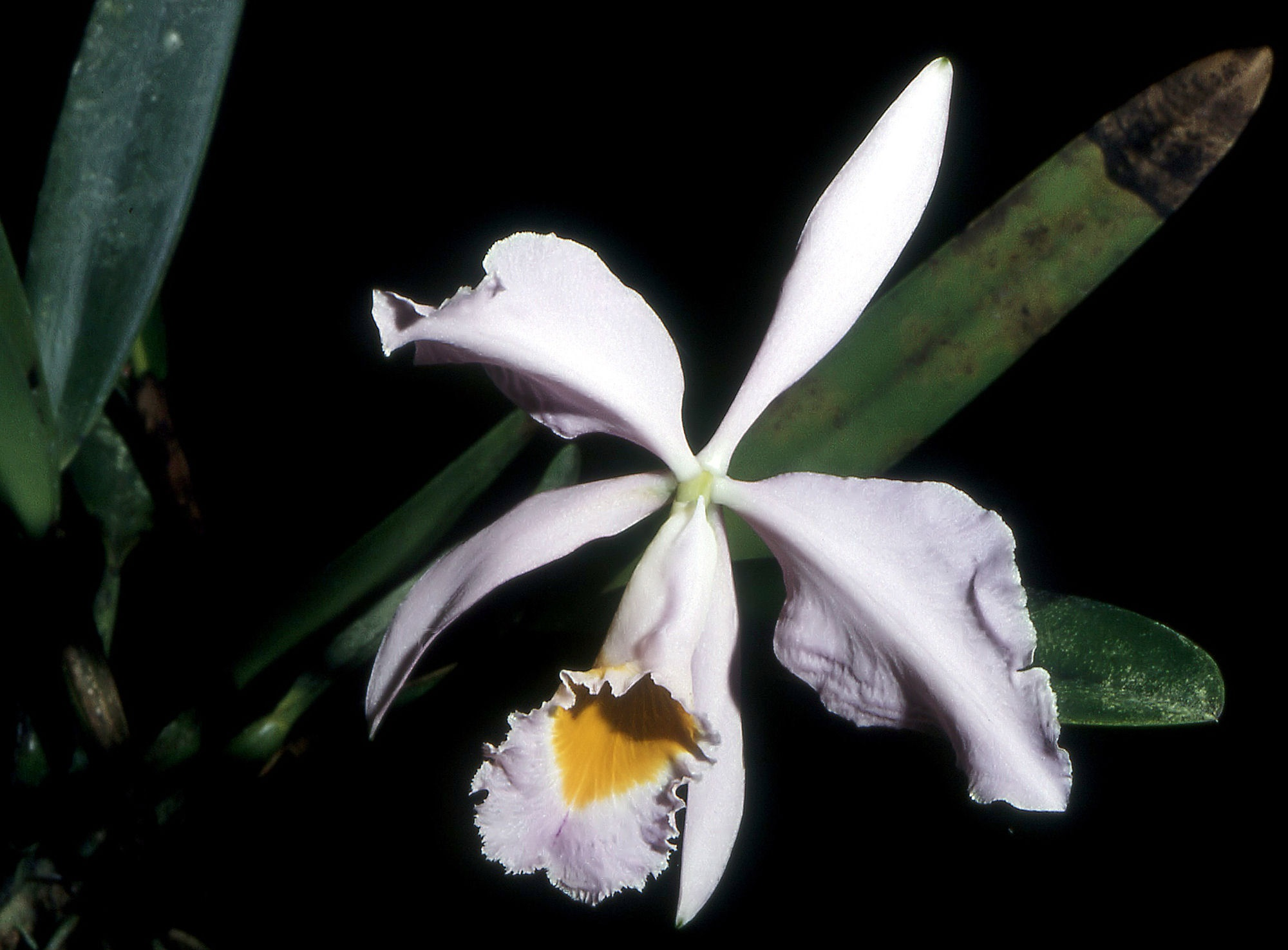
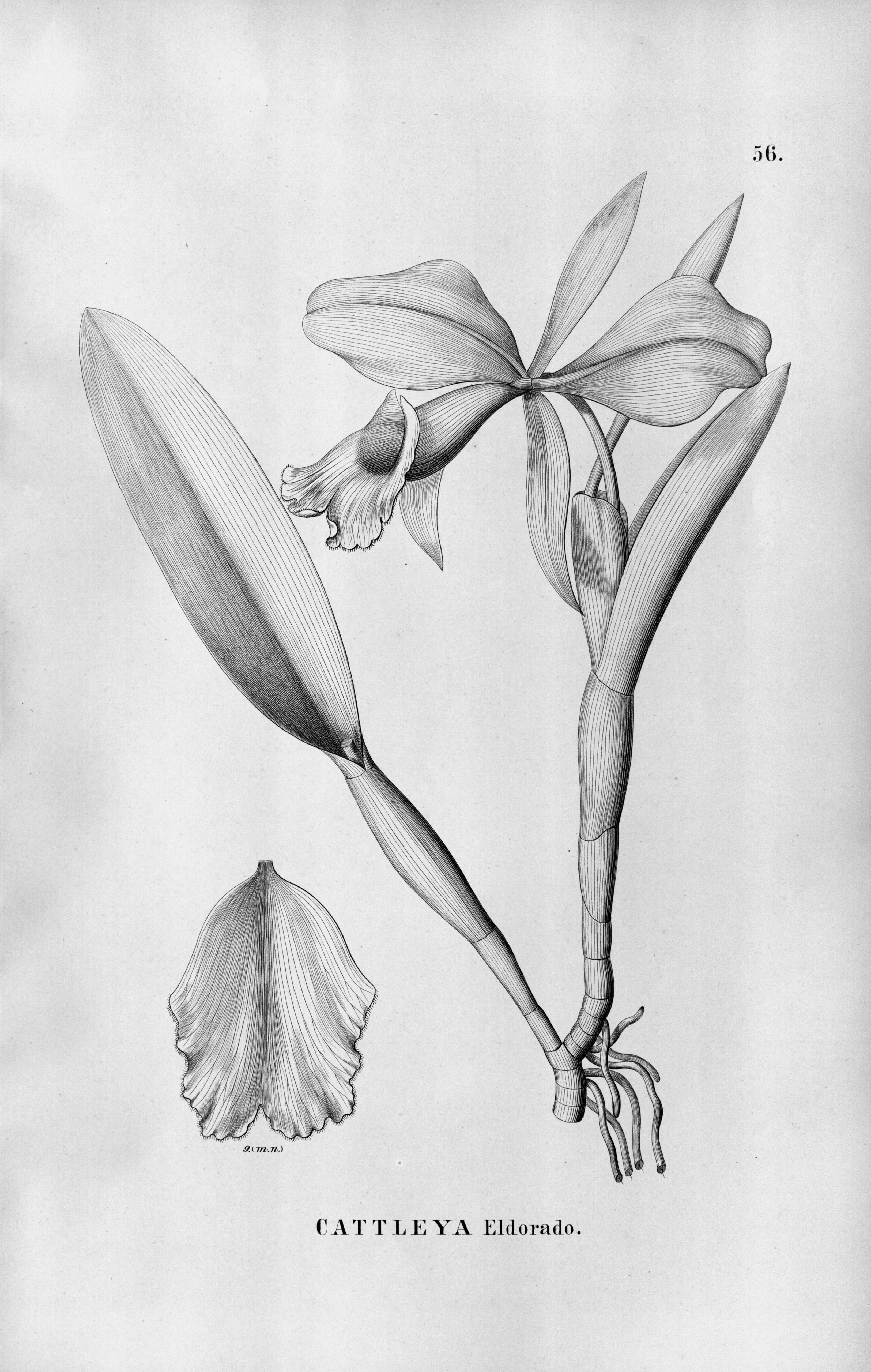
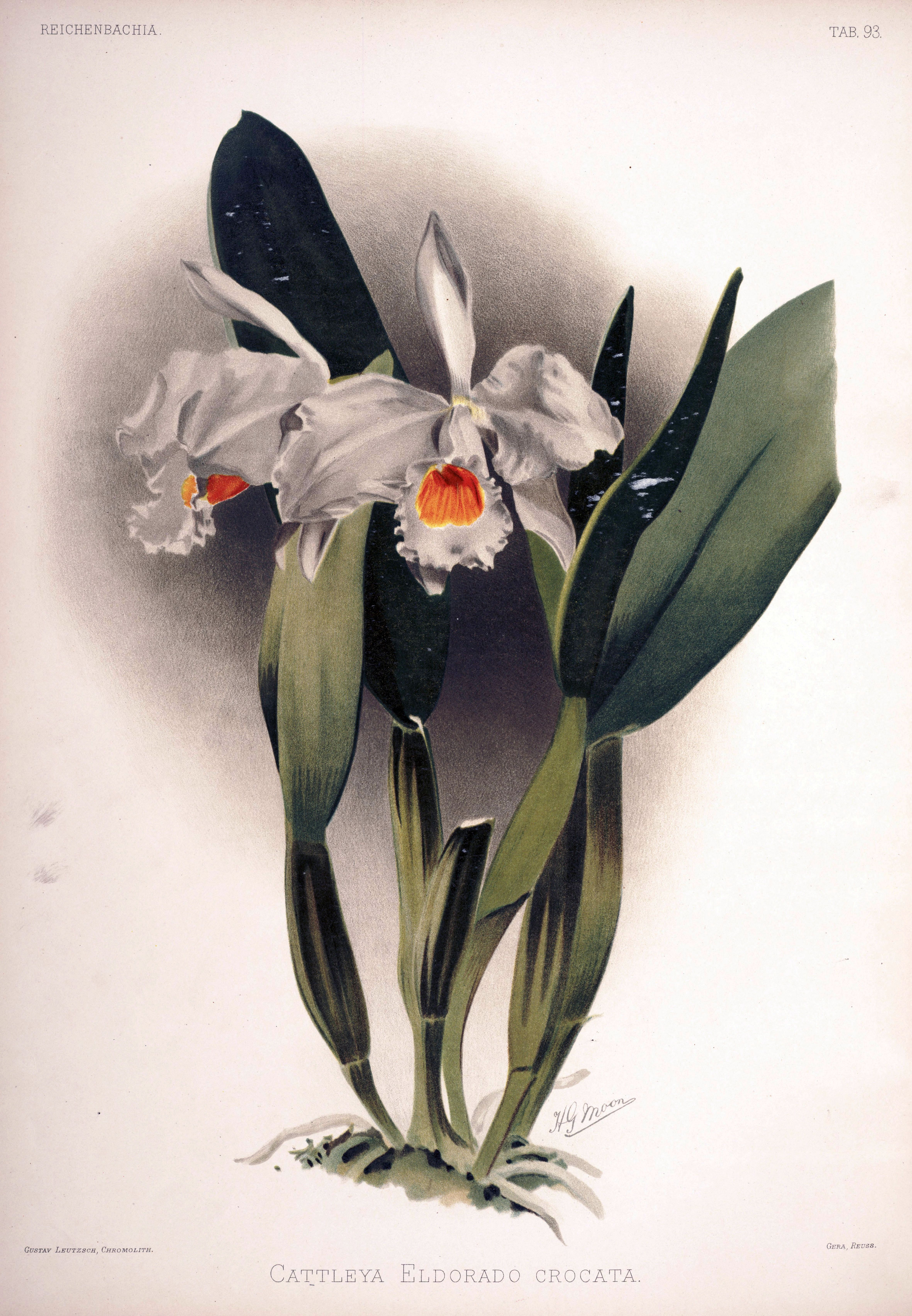